# Eliasz Wodzicki
Eliasz Wodzicki herbu Leliwa (ur. 1730, zm. 17 stycznia 1805) – hrabia galicyjski od 1799, członek Stanów Galicyjskich od 1782, starosta generalny krakowski w latach 1783-1800, starosta stopnicki i szydłowski, poseł na Sejm Repninowski w 1768.

## Życiorys

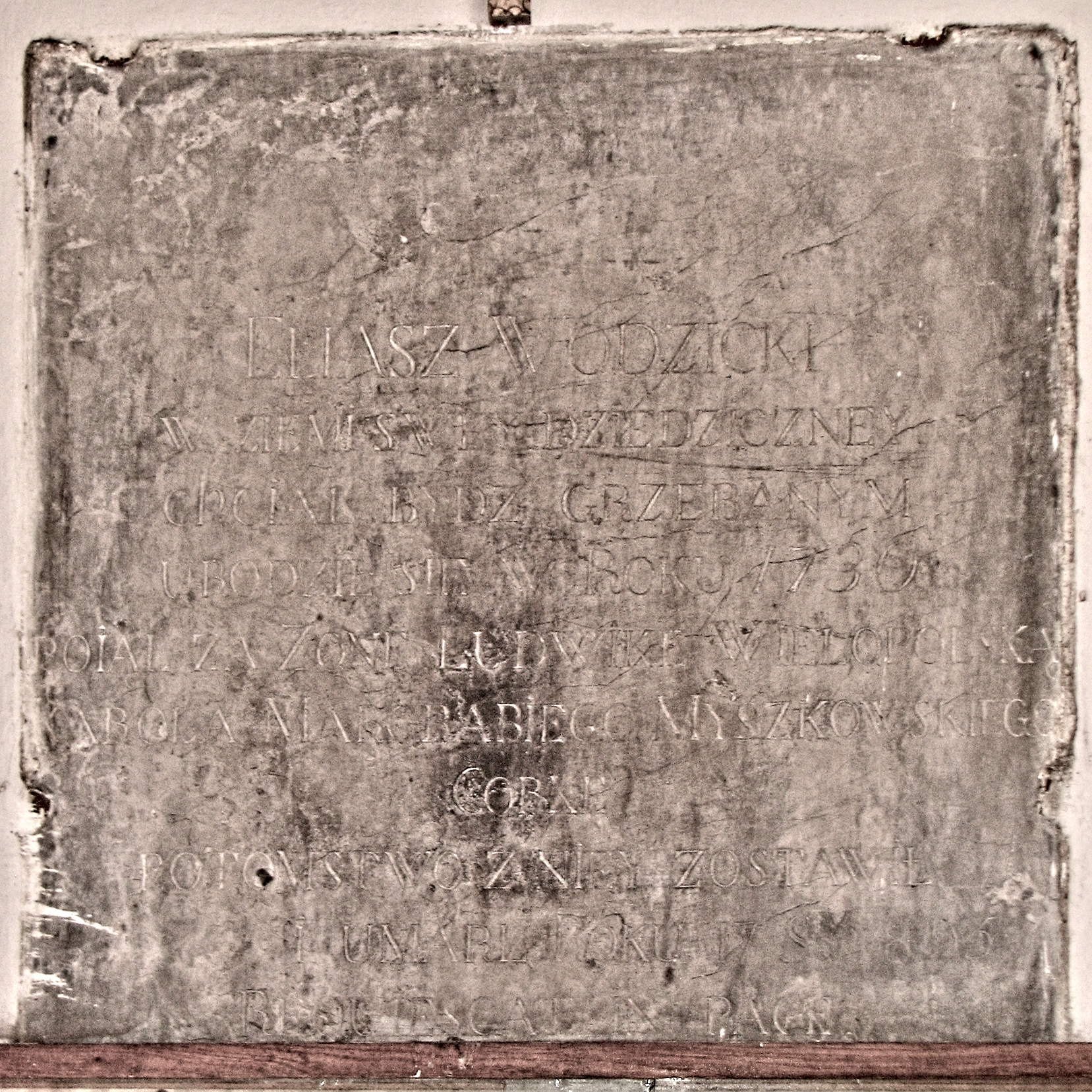
Epitafium Eliasza Wodzickiego na ścianie dzwonnicy kościoła Wszystkich Świętych w Krakowie-Górce Kościelnickiej (2008)

Syn Piotra Wodzickiego. Poseł województwa krakowskiego na sejm konwokacyjny 1764 roku. W załączniku do depeszy z 2 października 1767 roku do prezydenta Kolegium Spraw Zagranicznych Imperium Rosyjskiego Nikity Panina, poseł rosyjski Nikołaj Repnin określił go jako posła właściwego dla realizacji rosyjskich planów na sejmie 1767 roku. 23 października 1767 wszedł w skład delegacji Sejmu, wyłonionej pod naciskiem posła rosyjskiego Nikołaja Repnina, powołanej w celu określenia ustroju Rzeczypospolitej. Deputat na Trybunał Główny Koronny, generał-major wojsk koronnych, konsyliarz konfederacji generalnej koronnej w konfederacji targowickiej.
Kawaler Orderu Orła Białego od 1787 i Orderu Świętego Stanisława od 1779.
Został pochowany w kościele Mariackim w Krakowie, a jego nagrobek znajduje się w kaplicy Mazarakich.